# Sântămărie, Alba
Sântămărie (în dialectul săsesc Merjelen, în germană Frauenkirch, Treukirch, Dreikirchen în maghiară Boldogfalva, Boldogasszonyfalva) este un sat în comuna Cetatea de Baltă din județul Alba, Transilvania, România.

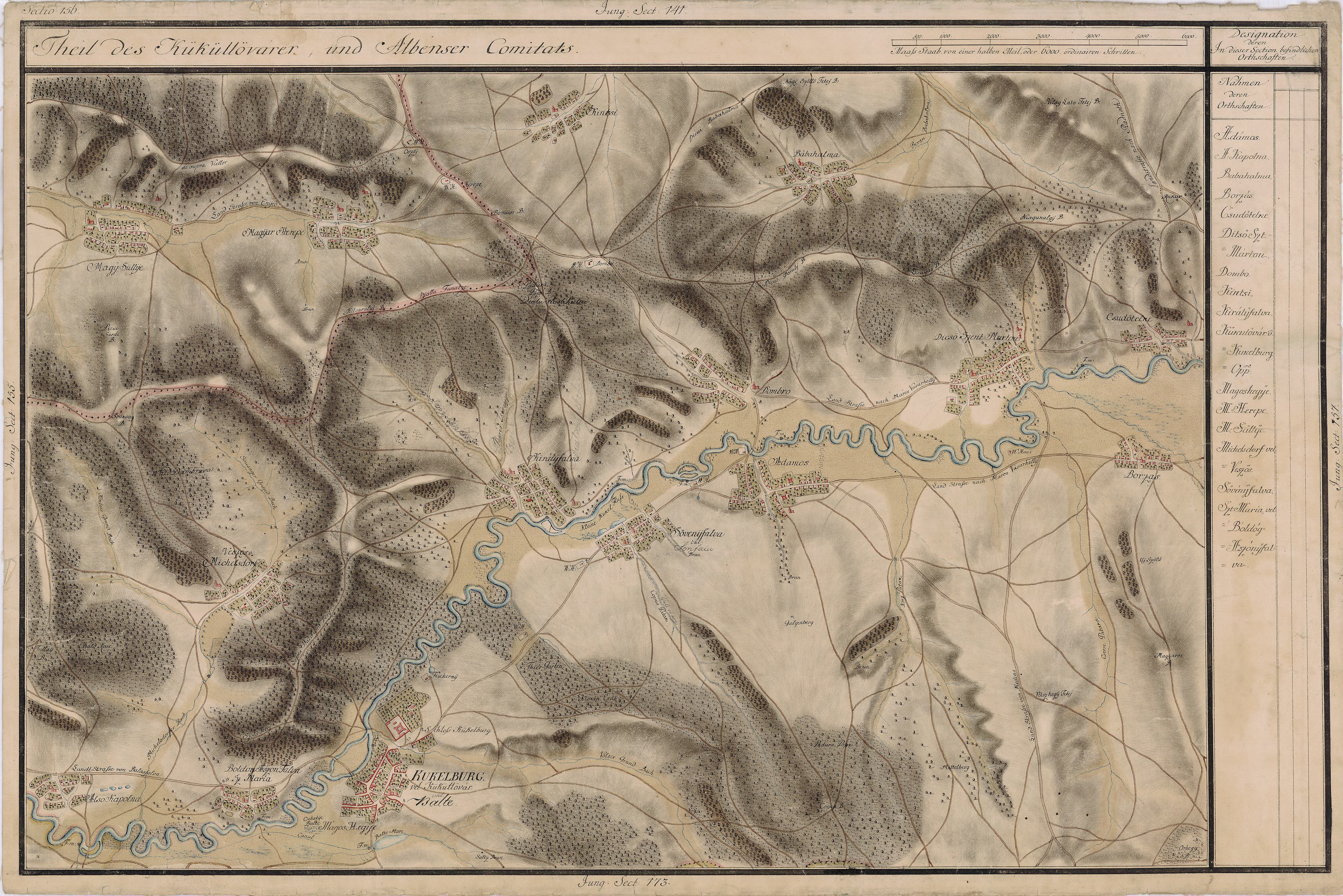
Sântămărie (Boldog Aszon Falva v Sz.Maria) pe Harta Iosefină a Transilvaniei, 1769-73 (Sectio 156)

## Istoric
Pe Harta Iosefină a Transilvaniei din 1769-1773 (Sectio 156) localitatea apare sub numele de "Boldog Aszon Falva v Sz.Maria" (v = vel = sau).

## Imagini

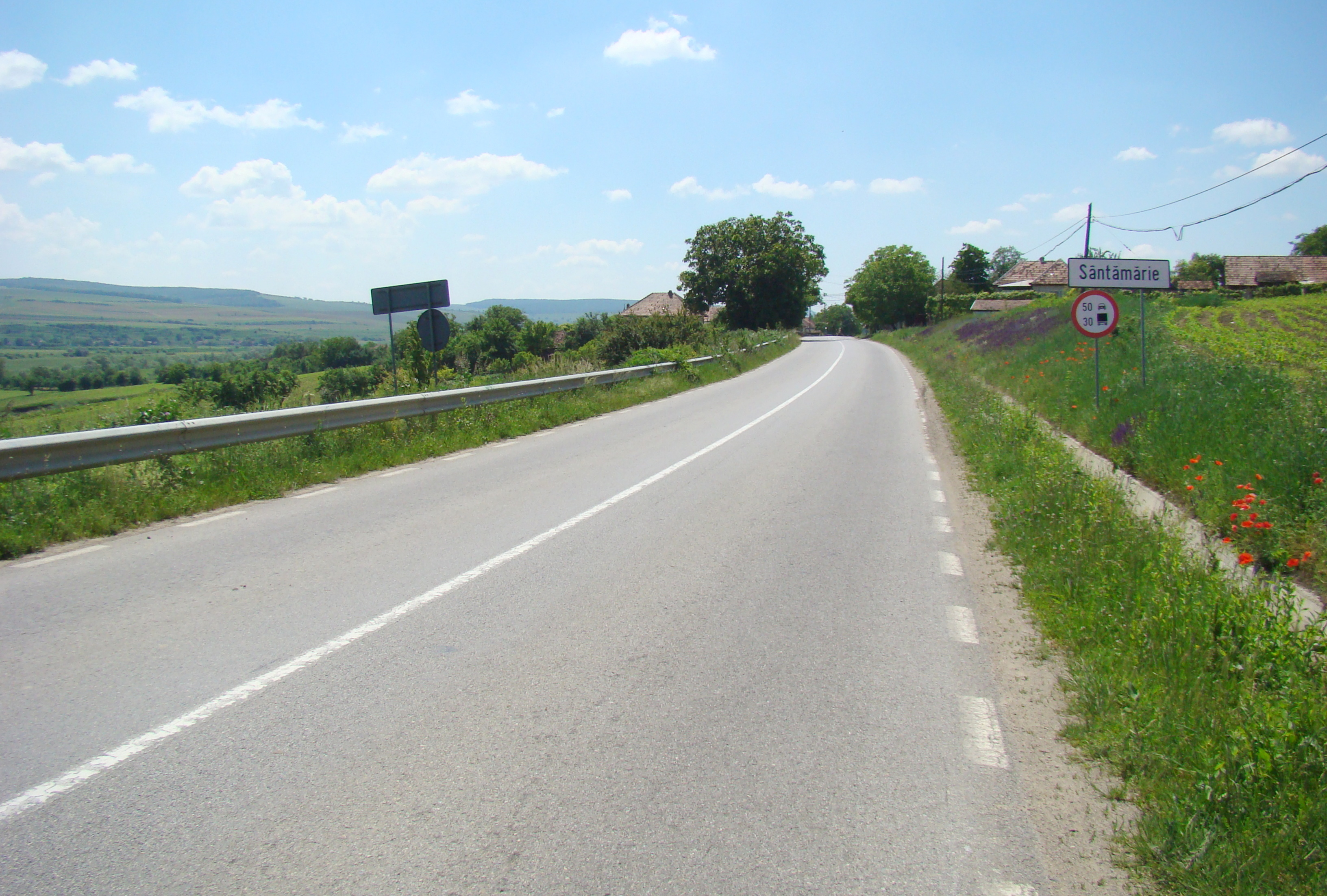
Intrarea în localitate dinspre Cetatea de Baltă
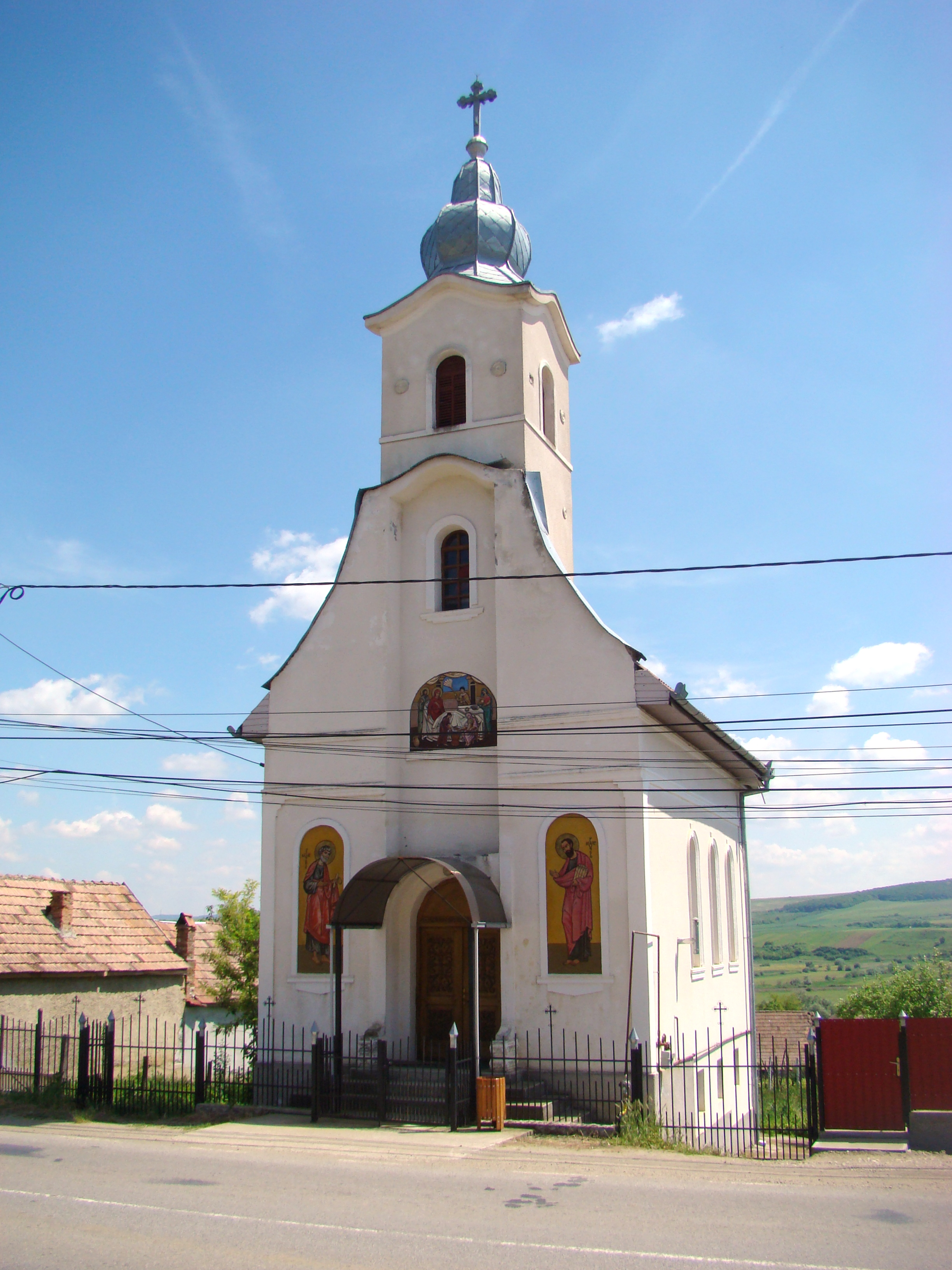
Biserica greco-catolică „Nașterea Maicii Domnului”
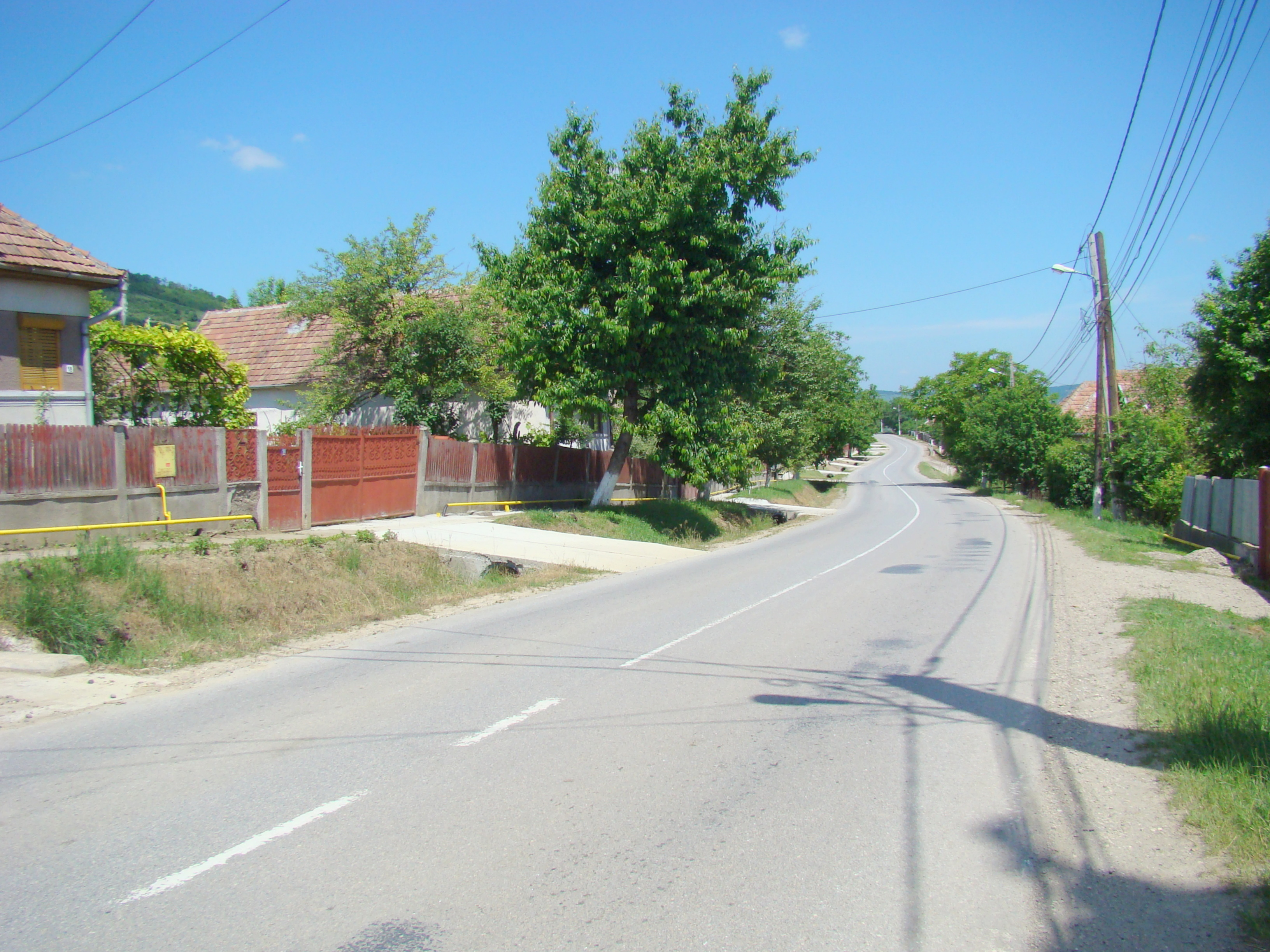
Centrul localității